# Janka (serial telewizyjny)

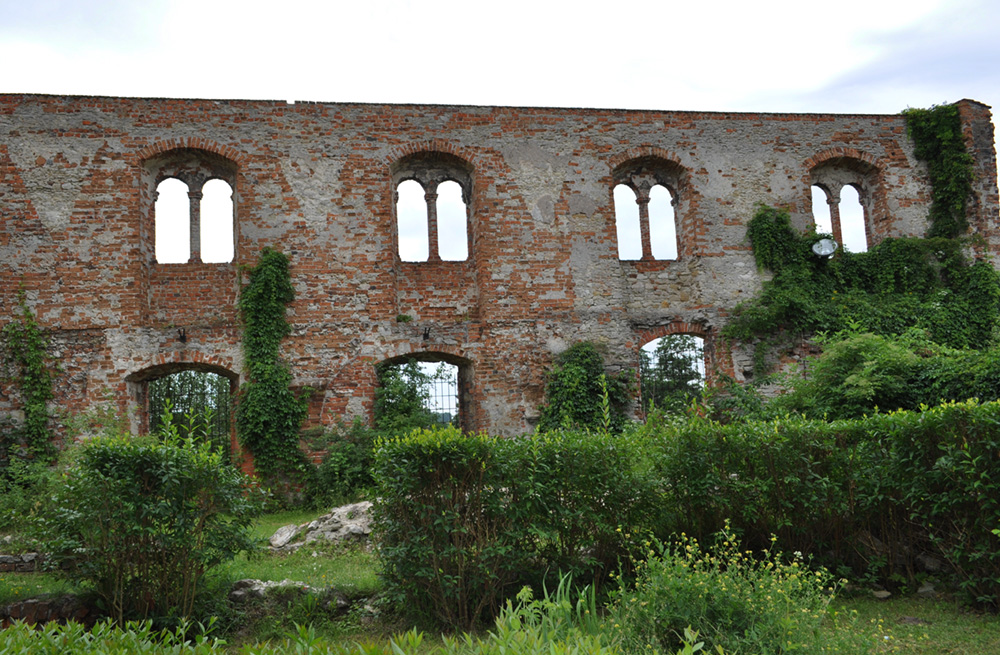
Opactwo Cystersów położone w Podklasztorzu (obecnie dzielnica Sulejowa)

Janka – serial telewizyjny dla dzieci z 1989 roku, zrealizowany we współpracy polsko-zachodnioniemieckiej. W 1990 roku z materiałów serialu złożono dwuczęściowy film kinowy pod tym samym tytułem.

## Fabuła
Przygody gromady dzieci z polskiej wsi lat dwudziestych XX wieku, tworzących dwie „walczące” ze sobą bandy. Jednej z nich (tzw. Orłom) przewodzi wnuczka lokalnego karczmarza; kilkunastoletnia Janka, a drugiej (Wilkom) – jej rówieśnik; Julek Bromski. W tle dziecięcych zabaw widz obserwuje ciągnący się od lat konflikt pomiędzy rodzinami dwojga przywódców.

## Plenery
Za plenery do serialu posłużyły: Sulejów – Podklasztorze, Bąkowa Góra, Paradyż oraz Dąbrowa nad Czarną.

## Spis odcinków
1. Orły i wilki
2. Spełnione marzenie
3. Alaska przeciw Herze
4. Czysta gra
5. Nocne czary
6. Kapryśna królewna
7. Gdzie jest Sebastian?
8. Wielki skok
9. Napad na wyspę
10. Balbina
11. Oświadczyny
12. Ucieczka
13. Wypadek
14. Gdzie dwóch św. Mikołajów...
15. Licytacja

## Obsada
- Agnieszka Krukówna – Janka Nowak
- Tadeusz Horvath – Julek Bromski
- Krzysztof Kowalewski – Oskar Nowak, dziadek Janki
- Joanna Żółkowska – Marta, mama Janki
- Grzegorz Wons – Jakub Bromski, stryj Julka
- Zofia Merle – Adelcia, służąca Nowaków
- Wojciech Zagórski – wuj Janki
- Tomasz Figurski – Franek
- Małgorzata Lipmann – Kasia
- Marta Lipińska – Aurelia, żona Bukara
- Dominik Łoś
- Arkadiusz Wojnarowski
- Grzegorz Marcinkowski
- Agata Srzednicka
- Zbigniew Buczkowski – kowal Meisner
- Jarosław Gruda – parobek Filip
- Rafał Zwierz – Walek
- Maurycy Wyganowski
- Sebastian Iwanow
- Marcin Kowalczyk
- Bogusław Sochnacki – Zygmunt Nowak, wuj Janki
- Jerzy Michotek – Ambroży Nowak, wuj Janki
- Jerzy Turek – felczer Gabara
- Janina Borońska
- Krystyna Kołodziejczyk
- Piotr Dąbrowski
- Ryszarda Hanin – Weronika, ciotka Janki
- Wiesław Drzewicz – handlarz, sprzedawca „Alaski”
- Stanisława Celińska – znachorka Natasza
- Krystyna Borowicz – ciotka Janki
- Barbara Połomska
- Lech Ordon – ksiądz
- Wiktor Zborowski – fotograf z prasy
- Leon Niemczyk – przedsiębiorca chcący założyć z Bromskim pocztę lotniczą
- Ryszard Pietruski – przedsiębiorca chcący założyć z Bromskim pocztę lotniczą
- Hanna Skarżanka – stara Cyganka
- Bogdan Baer – Bucarro, dyrektor trupy teatralnej
- Roman Kłosowski – Kapusto, członek trupy teatralnej „Bucarro”
- Leonard Andrzejewski – gospodarz (odc. 8)
- Jerzy Cnota – Cygan (odc. 11)
- Alfred Freudenheim – właściciel kruka na jarmarku (odc. 7)
- Marian Glinka – członek trupy teatralnej „Bucarro” (odc. 6)
- Mariusz Gorczyński – członek trupy teatralnej „Bucarro” (odc. 6)
- Piotr Grabowski – mężczyzna przyglądający się wyścigowi (odc. 4)
- Gustaw Lutkiewicz – komornik (odc. 15)
- Mirosława Marcheluk – zakonnica (odc. 6)
- Jan Mayzel – mężczyzna w gospodzie (odc. 10)
- Jacek Wójcicki – sprzedawca horoskopów na jarmarku (odc. 7)
- Jerzy Zygmunt Nowak – gospodarz
- Marek Walczewski – właściciel kinematografu (głos podłożył Emilian Kamiński)